# Comuna Dobrna
Dobrna (Občina Dobrna) este o comună din Slovenia, cu o populație de 2.083 de locuitori (2002).

## Localități
Brdce nad Dobrno, Dobrna, Klanc, Loka pri Dobrni, Lokovina, Parož, Pristova, Strmec nad Dobrno, Vinska Gorica, Vrba, Zavrh nad Dobrno